# Кинпацу Сакамоти
Кинпацу Сакамоти (яп. 坂持金発 Сакамоти Кимпацу) — персонаж романа «Королевская битва». Он руководит правительственной программой, согласно которой ученики помещаются на необитаемый остров и вынуждены убивать друг друга, пока не останется один победитель. Сакамоти объясняет детям правила Программы, следит за соблюдением этих правил и объявляет имена погибших. В манге «Королевская битва» его зовут Ёнэми Камон (яп. 嘉門米美 Камон Ёнэми), а в фильме — Китано (яп. キタノ).

## Кинпацу Сакамоти
В книге Сакамоти описан, как коренастый, хорошо сложенный человек с очень короткими ногами. Особенно привлекала внимание причёска: «он носил волосы до плеч, точно женщина в полном расцвете лет». Одна из задач инструктора Сакамоти — успокоить родителей, которые могут быть не согласны с участием детей в Программе. Будучи жестоким садистом, он легко прибегает к любым средствам, вплоть до убийства или насилия. Так, например, он жестоко убил прежнего учителя господина Хаясиду, который воспротивился приписке класса к Программе. Кроме того, Сакамоти изнасиловал заведующую католическим приютом, в котором выросли главный герой романа Сюя Нанахара и его друг Ёситоки Кунинобу. Ёситоки, узнав о случившемся, потерял над собой контроль и бросился на инструктора с оскорблениями, Сакамоти же хладнокровно застрелил его за «оппозицию правительству». Кинпацу Сакамоти наслаждается происходящим в Программе, делает ставки на победителя, шутит, издевается и подначивает детей: «Последний уцелевший может отправляться домой. Он даже получит чудесную фотокарточку с автографом Диктатора. Как славно, правда?», «Я горжусь вами!»

## Ёнэми Камон
Ёнэми Камон в манге очень похож на Сакамоти по характеру и поведению. Он груб, заносчив и проводит большую часть времени за едой и курением сигарет, а также слушает разговоры детей у монитора.

## Учитель Китано
В фильме он является учителем класса, который был выбран для Программы. Учитель Китано (его роль исполняет Такэси Китано) — «персонаж трагикомический, странный, непонятный». Он не является таким садистом, как Сакамоти, и спокойнее относится к смертям детей, не испытывая такого откровенного восторга. У Китано есть дочь по имени Сиори (яп. キタノシオリ Китано Сиори), однако он находится в плохих отношениях с семьей и к концу фильма дочь даже просит его не возвращаться домой. Китано неравнодушен к Норико Накагаве, спасаёт её от Мицуко Сомы и приносит зонт, «чтобы спасти от простуды тогда, когда большинству детей уже пригодится гроб».
Рецензент на WeekEnd.Ru особо отметил великолепную игру Такэси Китано в фильме. Как пишут на сайте Kinomania.ru, актёр «играет немногословно, тяжело, сильно. Его ненавидишь и жалеешь одновременно».